# Ghislaine Thesmar
Ghislaine Thesmar   (Pequín, 18 de març de 1943) és una ballarina d'ascendència francesa que va estudiar al Conservatori de París. El 1968 es va casar amb el també ballarí i coreògraf Pierre Lacotte. Entre les companyies amb què va ballar destaquen «Ballet du Marquis de Cuevas» (1961), companyia de Lacotte, i després amb la companyia de ballet de l'òpera Nacional de París de 1972 a 1985; excepcionalment, es va unir a la companyia directament com una estrella (director). Va dirigir els Ballets de Montecarlo amb Lacotte de 1986 a 1988. Va ballar com a convidada al Ballet de Rambert, els Grans Ballets Canadencs, i el ballet de la ciutat de Nova York. Actuà amb el célebre ballarí cubà Jorge Esquivel. Ha donat classes al Ballet de l'Òpera de París. Sovint es va associar amb Michael Denard. Els seus papers més cèlebres són Odette/Odile a El llac dels cignes i Gisélle a Giselle. El ballet La Sylphide (1972) s'ha estrenat dues vegades en DVD i vídeo i presenta Thesmar i Denard en els papers principals de Sylph i l'escocès, James.

## Estrenes mundials
- Formes (Roland Petit, 1967)
- Catulli Carmina (Nault, 1969)
- Pas rompu (Nault, 1969)
- La Sylphide (Filippo Taglioni, restaurada per Lacotte, 1971)
- Schéhérazade (Roland Petit, 1974)
- La nuit transfigurée (Roland Petit, 197?)
- Orphée et Eurydice (George Balanchine, 197?)

## Estrenes al Ballet de l'Òpera de París
- Coppélia (Lacotte després de Saint-Léon, 1971)
- Agon (George Balanchine, 1974)
- Tarda d'un faun (Jerome Robbins, 1975)
- La Valse (Geroge Balanchine, 1975)